# MTV Video Music Awards 1998
Gli MTV Video Music Awards 1998 sono stati la 15ª edizione dell'omonimo premio e si sono svolti il 10 settembre 1998. Questa edizione è stata presentata da Ben Stiller e si è svolta al Gibson Amphitheatre di Los Angeles. 
Madonna è stata la più premiata dell'edizione, ha infatti portato a casa sei statuette, cinque per Ray of Light e una per Frozen.

## Esibizioni
- Madonna
- Pras (feat. Ol' Dirty Bastard, Mýa, Wyclef Jean & Canibus)
- Hole
- Master P (feat. Silkk the Shocker, Mystikal & Mia X)
- Backstreet Boys
- Beastie Boys
- Brandy & Monica
- Dave Matthews Band
- Marilyn Manson
- The Brian Setzer Orchestra

## Vincitori e candidati
I vincitori sono scritti in grassetto.

### Video dell'anno
- Madonna - Ray of Light
- Brandy & Monica - The Boy Is Mine
- Puff Daddy & The Family - It's All About the Benjamins
- Will Smith - Gettin' Jiggy Wit It
- The Verve - Bitter Sweet Symphony

### Miglior video maschile
- Will Smith - Just the Two of Us
- David Bowie feat. Trent Reznor - I'm Afraid of Americans
- Busta Rhymes - Put Your Hands Where My Eyes Could See
- Eric Clapton - My Father's Eyes
- Brian McKnight - Anytime

### Miglior video femminile
- Madonna - Ray of Light
- Fiona Apple - Criminal
- Mariah Carey feat. Puff Daddy & The Family - Honey
- Natalie Imbruglia - Torn
- Shania Twain - You're Still the One

### Miglior video di un gruppo
- Backstreet Boys - Everybody (Backstreet's Back)
- Garbage - Push It
- Matchbox 20 - 3 A.M.
- Radiohead - Karma Police
- The Verve - Bitter Sweet Symphony

### Miglior video rap
- Busta Rhymes - Put Your Hands Where My Eyes Could See
- Master P feat. Fiend, Sikk the Shocker, Mia X & Mystikal - Make 'Em Say Uhh!
- The Notorious B.I.G. feat. Ma$e & Puff Daddy - Mo Money Mo Problems
- Pras feat. Ol' Dirty Bastard & Mýa - Ghetto Superstar

### Miglior video R&B
- Wycleaf Jean feat. Refugee Allstars - Gone Till November
- Brandy & Monica - The Boy Is Mine
- K-Ci & JoJo - All My Life
- Usher - You Make Me Wanna

### Miglior video dance
- The Prodigy – Smack My Bitch Up
- Backstreet Boys - Everybody (Backstreet's Back)
- Janet Jackson - Together Again
- Madonna - Ray of Light
- Will Smith - Gettin' Jiggy Wit It

### Miglior video rock
- Aerosmith - Pink
- Foo Fighters - Everlong
- Dave Matthews Band - Don't Drink the Water
- Metallica - The Unforgiven II

### Miglior video alternativo
- Green Day - Good Riddance (Time of Your Life)
- Ben Folds Five - Brick
- Garbage - Push It
- Radiohead - Karma Police
- The Verve - Bitter Sweet Symphony

### Miglior artista esordiente
- Natalie Imbruglia - Torn
- Cherry Poppin' Daddies - Zoot Suit Riot
- Chumbawamba - Tubthumping
- Fastball - The Way
- Ma$e - Feel So Good

### Video innovativo
- The Prodigy - Smack My Bitch Up
- Busta Rhymes - Put Your Hands Where My Eyes Could See
- Garbage - Push It
- Sean Lennon - Home
- Madonna - Ray of Light
- Roni Size - Brown Paper Bag

### Scelta del pubblico
- Puff Daddy & The Family - It's All About the Benjamins
- Céline Dion - My Heart Will Go On
- Green Day - Good Riddance (Time of Your Life)
- Matchbox 20 - 3 A.M.
- Will Smith - Gettin' Jiggy Wit It

### Miglior video da un film
- Aerosmith - I Don't Want to Miss a Thing
- Beck - Deadweight
- Céline Dion - My Heart Will Go On
- Goo Goo Dolls - Iris
- Pras feat. Ol' Dirty Bastard & Mýa - Ghetto Supastar
- Puff Daddy feat. Jimmy Page - Come with Me

### Miglior regia
- Madonna - Ray of Light
- Garbage - Push It
- Wycleaf Jean feat. Refugee AllStars - Gone Till November
- The Prodigy - Smack My Bitch Up
- Radiohead - Karma Police

### Miglior coreografia
- Madonna - Ray of Light
- Busta Rhymes - Put Your Hands Where My Eyes Could See
- Wyclef Jean feat. Refugee Allstars - We Trying to Stay Alive
- Will Smith - Gettin' Jiggy Wit It

### Miglior effetti speciali
- Madonna - Frozen
- Aerosmith - Pink
- Aphex Twin - Come to Daddy
- Foo Fighters - Everlong
- Garbage - Push It

### Miglior direzione artistica
- Björk - Bachelorette
- Death in Vegas - Dirt
- Foo Fighters - Everlong
- Garbage - Push It

### Miglior montaggio
- Madonna - Ray of Light
- Aerosmith - I Don't Wanna to Miss a Thing
- Garbage - Push It
- The Prodigy - Smack My Bitch Up

### Miglior fotografia
- Fiona Apple - Criminal
- Garbage - Push It
- Madonna - Ray of Light
- Dave Matthews Band - Don't Drink the Water
- Radiohead - Karma Police